# Belyta incisa
Belyta incisa är en stekelart som först beskrevs av Zetterstedt 1840.  Belyta incisa ingår i släktet Belyta, och familjen hyllhornsteklar. Arten är reproducerande i Sverige.